# Latosterol oksidaza
Latosterol oksidaza (EC 1.14.21.6, Delta7-sterol Delta5-dehidrogenaza, Delta7-sterol 5-desaturaza, Delta7-sterol-C5(6)-desaturaza, 5-DES) je enzim sa sistematskim imenom 5alfa-holest-7-en-3beta-ol,NAD(P)H:kiseonik 5-oksidoreduktaza. Ovaj enzim katalizuje sledeću hemijsku reakciju
5alfa-holest-7-en-3beta-ol + + + O2 {\displaystyle \rightleftharpoons } holesta-5,7-dien-3beta-ol + -{NAD(P)+ + 2H2O
Ovaj enzim katalizuje uvođenje C5 dvostruke veze u B prsten Delta7-sterola čime nastaju korespondirajući Delta5,7-steroli kod sisara, kvasca i biljki.

## Literatura
- Nicholas C. Price; Lewis Stevens (1999). Fundamentals of Enzymology: The Cell and Molecular Biology of Catalytic Proteins (Third изд.). USA: Oxford University Press. ISBN 019850229X.
- Eric J. Toone (2006). Advances in Enzymology and Related Areas of Molecular Biology, Protein Evolution (Volume 75 изд.). Wiley-Interscience. ISBN 0471205036.
- Branden C; Tooze J. Introduction to Protein Structure. New York, NY: Garland Publishing. ISBN 0-8153-2305-0.
- Irwin H. Segel. Enzyme Kinetics: Behavior and Analysis of Rapid Equilibrium and Steady-State Enzyme Systems (Book 44 изд.). Wiley Classics Library. ISBN 0471303097.

## Spoljašnje veze
- Lathosterol+oxidase на 